# 琴弓

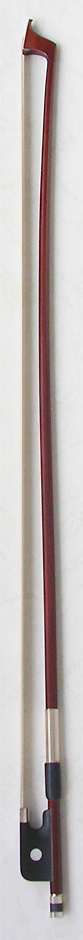
大提琴的琴弓

琴弓是弦樂器的一部分，用來令琴弦振動發出聲音。但有些沒有弦的樂器也會用到琴弓，如鋸琴。

## 製作

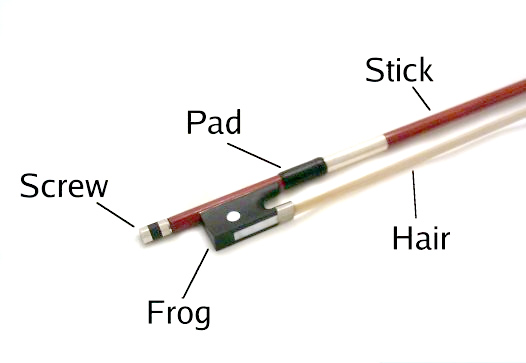
現代琴弓的構造

不同文化的音樂會使用不同構造的琴弓，有些會以一根繩連接木棒的兩端，而西方的傳統琴弓會用馬毛繫着木棒。
製作良好的琴弓需要高深的技術，木材也要經過挑選。傳統上西方琴弓會使用巴西的巴西紅木，但因它已成為瀕危物種，現今由Tabebuia等木材或GRP、碳纖維等人造物料取代。
琴弓首端有個稱作frog的零件，連接馬毛和木材，亦能調較馬毛的鬆緊度。它多以黑檀樹製作，但也有用象牙和玳瑁製作的，以作裝飾。上方的零作是grip，包括一個金屬線、絲或鯨鬚製成的圈和皮革或蛇皮製的拇指墊。琴弓的尾端可以是骨、象牙或金屬。
一把小提琴弓有150至200條馬尾毛，而其它的提琴弓則會有更多的毛。大部分人都相信使用白色的馬毛能奏出更平滑的音色，而黑毛的音色較粗糙，因此多用作造低音提琴弓。造價較低廉的琴弓會選用其它類型的毛或尼龍。琴弓的毛很多時都會加上松香來增加弓與弦的摩擦。
為了令弓的木材有一定弧度，它會以數寸為一段，逐段受酒精燈加熱成形，直至它達到標準的形狀。

## 琴弓结构
弓杆：是一根长而圆(或八方形)的木杆，为琴弓的主要部件。它多用苏木、桃木、火果木、红木或色木等富有弹性的木材制作。弓杆分上、中、下三段，其直径的最细处在上端。
弓头：是琴弓的头部、弓杆的尖端，弓毛的一端就用小木塞嵌在弓头的榫眼中。在弓头木的表面，胶有弓头片，多用象牙、银片或化学片，它不仅是为装饰，还起着防止弓头木开裂的作用。
弓尾：又叫弓根，是弓杆的尾端，它连接着弓毛库和调节螺丝。弓尾是持弓的部位，为了掌握和使用上的便利，在弓尾的一段杆上，缠有金属细丝或皮条，叫做缠柄。
弓毛库：连接着弓尾，弓毛的一端嵌在弓毛库的榫眼中。弓毛库多用乌木、红木或槭科木材制作。在弓毛库靠近弓尾的一面，拧入调节螺丝的螺母。弓毛库的装饰有很高的要求，它除了增加琴弓尾部的重量外，主要是为了美观。
调节螺丝：又叫弓尾螺丝，是装入弓尾部分的螺旋，用金属制成，起调节弓毛松紧的作用。
弓毛：是琴弓的重要组成部分，用白色、灰色或黑色马尾制做，琴弓通过它摩擦琴弦而发音。弓毛会因经常与琴弦摩擦而减少弓毛数量，所以用上四、五年就需更换一次。

## 提琴弓種類

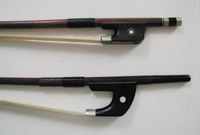
低音提琴弓:法國(上)、德國(下)

不同提琴用的弓在長度和重量上皆有些少分別，但它們大致有相同的設計。可是，低音提琴的弓分為法國式和德國式。德國式的弓有較久的歷史，但法國式(與其它提琴弓較相像)自喬瓦尼·博泰西尼採用後變得較普及。

## 其它琴弓種類
中國的軋箏和韓國的牙箏用加上松香的竹或木拉弦。手搖風琴以轉動固定於琴身的木輪摩擦琴弦發聲。

## 拉奏
持續拉動琴弓能使弦發出圓滑、歌唱般的聲音，而現今絕大多數的提琴家都是以右手拉弓，左手按弦。
在音樂術語中，拉弓(右手移離提琴)稱為下弓，推弓(右手移向提琴)稱為上弓。連續以上弓或下弓拉兩個音稱為hooked bow，下弓後提起弓再下弓為retake。
提琴的下弓多為強拍，但維奧爾琴的上弓才是強拍，這是因為提琴弓是用手握住木的部分，維奧爾琴弓是用手握住馬毛的部分。
提琴家有時會故意拉靠近琴馬部分的弦(sul ponticello)，以強調較高音的泛音；或故意拉靠近指板部分的弦(sul tasto)，以強調較低音的泛音。另外也會以琴弓木的部分拉弦(col legno)。

## 歷史

### 起源
琴弓的起源有多種說法，以下為最普遍的：
弦樂器於幾千年前已經出現，但它們都是撥奏的，因為琴弓尚未被發明。據大英百科全書載，琴弓的歷史源於10世紀的伊斯蘭文化，再迅速傳至中國、歐洲、北非等世界各地。除了百科全書外，一幅描繪了弓弦樂器的十世紀中亞的壁畫亦是一支持這說法的證據。

### 古代琴弓
18世紀早期的琴弓是法國dance bow，多用作拉奏輕快的舞曲旋律，後來在1725年被意大利sonata bow取代，它比較長(24至28寸)，木棒是直或凸起的。有些弓有螺絲調較馬毛鬆緊。
古代琴弓的聲音並不連續，以及比較輕和清楚。
至18世紀中期，因為弓木變得較長和呈下凹形狀，馬毛與弓身─尤其是首端─的間隔增大。此外琴弓的種類亦越來越多。
到19世紀琴弓終於統一，以François Tourte的設計為標準。弓木的取材變得一致(源自伯南布哥的木)，馬毛部分的闊度也增大了。琴弓不斷變長是因為提琴家需要拉出長音；馬毛變闊是要使音色平均圓滑。

## 保養
琴弓不用的時候要調鬆馬毛，可以令琴弓放鬆。琴弓有時亦要重新加上馬毛、調整木棒弧度、更換零件等，但需交由專業人士完成，否則可能會破壞琴弓。

## 延伸閱讀
- 小提琴作坊，小提琴制作_琴弓 （页面存档备份，存于）
- Bachmann, Werner. The origins of bowing and the development of bowed instruments up to the thirteenth century. London, Oxford U.P., 1969.
- Saint-George, Henry, The Bow, Its History, Manufacture and Use （页面存档备份，存于）
- Templeton, David. "Fresh Prince: Joshua Bell on composition, hyperviolins, and the future". Strings no. 105 (October 2002).
- Young, Diana. A Methodology for Investigation of Bowed String Performance Through Measurement of Violin Bowing Technique. PhD Thesis. M.I.T., 2007.

## 外部連結
- 關於琴弓製作的書 （页面存档备份，存于）
- 關於馬毛
- 關於試弓
- 關於碳纖維琴弓的製作 （页面存档备份，存于）
- 關於琴弓的歷史和製作 （页面存档备份，存于）
- The violin bow: a brief depiction of its history （页面存档备份，存于）